# Yoon Na-moo
Yoon Na-moo (Hangul= 윤나무) es un actor, actor musical y teatral surcoreano.

## Biografía
Estudió en la Universidad Dongguk (동국대학교).

## Carrera
Es miembro de la agencia "SM C&C Entertainment".
En noviembre del 2016 se unió al elenco recurrente de la serie Romantic Doctor, Teacher Kim donde dio vida al doctor Jung In-soo, un médico del Hospital Geodae, hasta el final de la serie en enero del 2017.
En abril del 2019 se unió al elenco recurrente de la serie Beautiful World donde interpretó a Lee Jin-woo, el maestro del salón de clases de Park Sun-ho (Nam Da-reum).
En septiembre realizó tres apariciones especiales en la serie Vagabond donde dio vida a Kim Ho-sik, un miembro del personal de la Embajada de Corea en Marruecos.
En del mismo año se unió al elenco recurrente de la serie Melting Me Softly donde interpretó a Go Nam-tae, el hermano menor de Go Mi-ran (Won Jin-ah). El actor infantil Park Min-soo interpretó a Nam-tae de pequeño.
El 6 de enero del 2020 se unió al elenco recurrente de la serie Romantic Doctor, Teacher Kim 2 donde dio vida nuevamente al médico especialista Jung In-soo, un experto en emergencia que ahora trabaja en el Hospital Doldam, hasta el final de la serie el 25 de febrero del mismo año.

## Filmografía

### Series de televisión
| Año     | Título                         | Personaje         | Notas        | Ref.  |
| ------- | ------------------------------ | ----------------- | ------------ | ----- |
| 2016-17 | Romantic Doctor, Teacher Kim   | Dr. Jung In-soo   |              |       |
| 2017    | Fight for My Way               | -                 |              |       |
| 2017    | Oh, the Mysterious             | Song Il-chun      |              |       |
| 2018    | Your Honor                     | Lee Ho-sung       |              |       |
| 2019    | Beautiful World                | Mtro. Lee Jin-woo |              |       |
| 2019    | Love Alarm                     | Kim Min-jae       |              |       |
| 2019    | Vagabond                       | Kim Ho-sik        | 3 episodios  |       |
| 2019    | Melting Me Softly              | Kim Ho-sik        |              |       |
| 2020    | Romantic Doctor, Teacher Kim 2 | Dr. Jung In-soo   | 16 episodios |       |
| 2021    | Joseon Exorcist                | Buteuli           |              |       |
| 2021-22 | Now, We Are Breaking Up        | Kwak Soo-ho       |              |       |
| 2024    | Connection                     | Park Jun-seo      |              | [ 5 ] |

### Musical
| Año  | Título                                | Personaje | Notas                                                                             |
| ---- | ------------------------------------- | --------- | --------------------------------------------------------------------------------- |
| 2016 | 로기수                                | -         | junto a Lee Seung-won (이승원)                                                    |
| 2012 | Black Mary Poppins (블랙 메리 포핀스) | Jonas     | junto a Jung Sang-yoon, Kang Ha-neul, Lim Kang-hee, Jeon Sung-woo y Chu Jeong-hwa |
| -    | 풍월주                                | -         |                                                                                   |
| -    | 사춘기                                | -         |                                                                                   |
| -    | 아가사                                | -         |                                                                                   |
| -    | 총각네 야채가게                       | -         |                                                                                   |
| -    | 커피프린스 1호점                      | -         |                                                                                   |

### Teatro
| Año  | Obra                              | Personaje | Notas                                                |
| ---- | --------------------------------- | --------- | ---------------------------------------------------- |
| 2017 | 오펀스                            | -         | junto a Son Byong-ho, Lee Dong-ha, 문성일 y Bada Kim |
| -    | 오만과 편견                       | -         | (teatro)                                             |
| -    | 더 헬멧                           | -         | (teatro)                                             |
| -    | 모범생들                          | -         | (teatro)                                             |
| -    | 함익                              | -         | (teatro)                                             |
| -    | 킬 미 나우                        | -         | (teatro)                                             |
| -    | 올모스트 메인                     | -         | (teatro)                                             |
| -    | 한밤 중에 개에게 생긴 의문의 사건 | -         | (teatro)                                             |
| -    | 카포네 트릴로지                   | -         | (teatro)                                             |
| -    | 우리 노래방가서 얘기 좀 할까?     | -         | (teatro)                                             |
| -    | 히스토리 보이즈                   | -         | (teatro)                                             |
| -    | 모범생들                          | -         | (teatro)                                             |
| -    | 이기동 체육관 앵콜                | -         | (teatro)                                             |
| -    | 삼등병                            | -         | (teatro)                                             |
| -    | 과학하는 마음:숲의 심연           | -         | (teatro)                                             |